# Yuea chusqueicola
Yuea chusqueicola är en svampart som beskrevs av O.E. Erikss. 2003. Yuea chusqueicola ingår i släktet Yuea, ordningen kolkärnsvampar, klassen Sordariomycetes, divisionen sporsäcksvampar och riket svampar.   Inga underarter finns listade i Catalogue of Life.